# Квічаль
Квіча́ль (Zoothera) — рід горобцеподібних птахів родини дроздових (Turdidae). Представники цього роду мешкають в Африці, Азії  і Австралазії.

## Види
Виділяють 21 вид, включно з одним вимерлим:
- Квічаль довгохвостий (Zoothera dixoni)
- Квічаль гімалайський (Zoothera mollissima)
- Квічаль тибетський (Zoothera salimalii)[8]
- Квічаль сичуанський (Zoothera griseiceps)[9]
- Квічаль гірський (Zoothera monticola)
- Дрізд целебеський (Zoothera heinrichi)
- Квічаль довгодзьобий (Zoothera marginata)
- Квічаль борнейський (Zoothera everetti)
- Квічаль індонезійський (Zoothera andromedae)
- Квічаль тайговий (Zoothera aurea)[10]
- Квічаль строкатий (Zoothera dauma)
- Квічаль нільгирійський (Zoothera neilgherriensis)[11]
- Квічаль парковий (Zoothera imbricata)
- Квічаль амамійський (Zoothera major)[12]
- †Квічаль бонінський (Zoothera terrestris)
- Квічаль краплистоволий (Zoothera turipavae)
- Квічаль сан-кристобальський (Zoothera margaretae)[13]
- Квічаль буроволий (Zoothera heinei)
- Квічаль вохристоволий (Zoothera machiki)
- Квічаль австралійський (Zoothera lunulata)
- Квічаль новобританський (Zoothera talaseae)

Низку видів, яких раніше відносили до роду Zoothera, за результатами молекулярно-генетичних досліджень було переведено до відновленого роду Geokichla. 
Целебеського дрозда раніше відносили до монотипового роду Целебеський дрізд (Geomalia), однак за результатами молекулярно-генетичного дослідження він був переведений до роду Квічаль (Zoothera).

## Етимологія
Наукова назва роду Zoothera  походить від сполучення слів дав.-гр. ζωον — тварина і θηρας — мисливець.